# Емельянов, Николай Кузьмич
Никола́й Кузьми́ч Емелья́нов (1925 — неизвестно) — советский футболист, защитник.
С 1946 года играл за «Сталь»/«Металлург» Константиновка. В 1953—1954 годах выступал в составе «Металлурга» Днепропетровск в классе «Б». В 1954 году сыграл 22 матча в первенстве, участник полуфинала Кубка СССР.